# Vena uterina

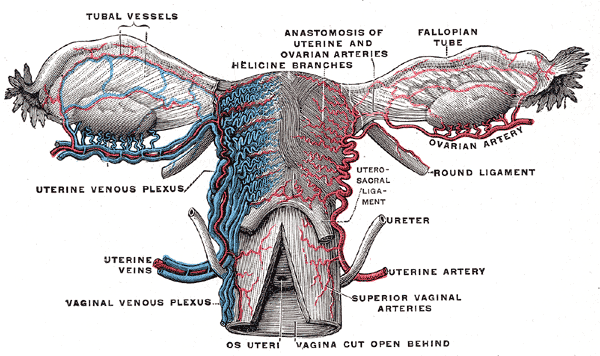
Blutversorgung der Geschlechtsorgane der Frau

Die Vena uterina (lat. für ‚Gebärmuttervene‘) ist eine Blutader (Vene) der Bauchhöhle. Sie entspringt den Venengeflechten (Plexus venosus vaginalis, Plexus uterinus), welche sich in der Wand von Vagina beziehungsweise Gebärmutter befinden und für den Blutabfluss der entsprechenden Organe sorgen. Die Vena uterina zieht dann im Parametrium und mündet in die Vena iliaca interna.
Beim Rindern ist die V. uterina nur schwach und mündet ebenfalls in die Vena iliaca interna. Bei Pferden mündet die V. uterina in die Vena iliaca externa. Bei Rindern und Pferden spielt die Gebärmuttervene keine wesentliche Rolle für den Blutabfluss aus der Gebärmutter, bei Schafen fehlt sie ganz. Bei Schweinen mündet die Gebärmuttervene in die Vena ovarica. Bei Raubtieren wird der Ramus uterinus der Vena vaginalis als V. uterina bezeichnet.